# Io, lei e i suoi bambini
Io, lei e i suoi bambini (Are We There Yet?) è un film statunitense del 2005 diretto da Brian Levant.
Prodotto dai Revolution Studios e distribuito dalla Columbia Pictures, ha avuto un seguito nel 2007, Finalmente a casa.
Dal film è nata anche la serie televisiva Are We There Yet?, trasmessa su TBS per tre stagioni, dal 2 giugno 2010 al 1º marzo 2013.

## Trama
Nick Persons vive a Portland negli Stati Uniti, è uno scapolo dalla bella vita che non sopporta i bambini. Un giorno dalla vetrina del suo negozio vede una donna, Suzanne, di cui si innamora. Prova ad andare a presentarsi senza successo. La sera stessa rivede la stessa Suzanne in difficoltà con la sua auto; dopo un primo momento di esitazione l'aiuta e la riaccompagna a casa dai suoi due bambini (lei è divorziata ed ha due figli Lindsay e Kevin, di rispettivamente 10 e 8 anni circa). Nick inizia poi a farle dei favori, accompagnandola al lavoro e riaccompagnandola a casa.
Un giorno Suzanne deve partire per un viaggio di lavoro, ma scopre che l'ex marito, che doveva badare ai suoi bambini, è malato e non può più badare a loro. Così Nick si offre di accompagnarli all'aeroporto per andare dalla mamma. Ma, arrivati all'aeroporto, succede un imprevisto e i tre vengono sbattuti fuori. Costretto ad accompagnare i due bambini in viaggio con la sua macchina, Nick dovrà sorbirsi i dispetti delle due pesti e i tre saranno coinvolti in un viaggio folle pieno di avvenimenti e vicissitudini.

## Personaggi
- Nick Person: è un giovane scapolo con una bella macchina e una bella vita, che lavora in un negozio di articoli sportivi. Si innamora sin da subito di Suzanne, ma non dei suoi bambini pestiferi, seppure durante il viaggio inizierà ad affezionarcisi.
- Suzanne Kingston: è una giovane donna divorziata dall'ex marito e con due figli di 10 e 8 anni.
- Lindsay Kingston: è una ragazza di 10 anni, sveglia, furba e testarda. È abbastanza disubbidiente e non sopporta nessun uomo con cui la mamma possa avere una relazione, in quanto desidera che i suoi genitori tornino insieme.
- Kevin Kingston: è un ragazzino di 8 anni, leggermente più ubbidiente di sua sorella Lindsay. Soffre di asma e per questo deve prendere uno spray. Sarà il primo ad affezionarsi a Nick.

## Riconoscimenti
- 2005 - Teen Choice Awards
  - Candidatura per la Miglior commedia
- 2006 - Young Artist Award
  - Candidatura come Miglior attrice giovane non protagonista a Aleisha Allen
  - Candidatura come Miglior giovane attore di dieci anni di età o meno a Philip Bolden
- 2005 - BMI Film & TV Award
  - Miglior colonna sonora a David Newman
- 2006 - Kids' Choice Award
  - Candidatura per il Miglior film
  - Candidatura come Miglior attore a Ice Cube